# Dying in Time
Dying in Time è il terzo album in studio del gruppo elettronico genovese Port-royal, pubblicato nel 2009 dall'etichetta statunitense n5MD.

## Lista tracce
1. HVA (Failed Revolutions) - 08:28
2. Nights In Kiev - 07:01
3. Anna Ustinova - 03:58
4. Exhausted Muse/Europe - 09:37
5. I Used To Be Sad - 04:41
6. Susy: Blue East Fading - 08:34
7. The Photoshopped Prince - 04:05
8. Balding Generation (Losing Hair As We Lose Hope) - 09:07
9. Hermitage Part 1 - 05:21
10. Hermitage Part 2 - 05:24
11. Hermitage Part 3 - 06:06

## Formazione
- Attilio Bruzzone (chitarra, tastiere, basso, programming, voce)
- Ettore Di Roberto (pianoforte, tastiere, programming, voce)
- Emilio Pozzolini (campionatore, samples, programming)
- Sieva Diamantakos (effetti visivi, regia videoclip)